# Valdesia simplex
Valdesia simplex är en spindeldjursart som beskrevs av Paul Jean Baptiste Maury 1981. Valdesia simplex ingår i släktet Valdesia och familjen Daesiidae. Inga underarter finns listade i Catalogue of Life.